# Soulages
Soulages település Franciaországban, Cantal megyében. Lakosainak száma 83 fő (2022. január 1.). Soulages Lastic, Montchamp, Rageade, Védrines-Saint-Loup és Chastel községekkel határos.

## Népesség
A település népessége az elmúlt években az alábbi módon változott:
| Lakosok száma | 182  | 129  | 107  | 83   | 86   | 81   | 80   | 81   | 81   | 83   |
|               | 1968 | 1982 | 1990 | 2006 | 2013 | 2015 | 2017 | 2019 | 2020 | 2022 |